# Валантинье (футбольный клуб)
«Валантинье́» (фр. Association Sportive de Valentigney) — французский футбольный клуб из города Валантинье, департамента Ду. Клуб принимает своих соперников на Стад де Лонжинес. В настоящее время выступает на любительском региональном уровне.

## История
«Валантинье» был основан в 1920 году на базе спортивного клуба. В первые годы существования команде удалось выиграть 14 из 19 возможных сезонов в региональном чемпионате до начала второй мировой войны. В сезоне 1925/1926 они смогли дойти до главного матча Кубка Франции, в котором им противостоял марсельский «Олимпик». В финале им удалось забить 1 мяч в чужие ворота, но этого оказалось недостаточно для победы, матч закончился для «Валантинье» поражением со счётом 1:4.

## Достижения
Кубок Франции
- Финалист: 1926